# Srečko Albini
Srećko Albini, hrvaški skladatelj in dirigent, * 10. december 1869, Županja, † 18. april 1933, Zagreb.

## Življenje in delo
Srečko Albini, oče hrvaškega arhitekta Alfreda Albinija se je rodil judovski družini kot Felix Albini. Gimnazijo in trgovsko šolo obiskoval v Gradcu in Dunaju, kjer je v Mestnem gledališču od leta 1893 do 1895 deloval kot dirigent. Nato je od leta 1895 do 1902 kot dirigent deloval še  v Zagrebški operi. Nato se je preselil na Dunaj in se tam od leta 1902 do 1909 posvetil skladateljskemu delu. leta 1909 se je vrnil v Zagreb, kjer je vodil zastopništvo za avtorske pravice, dirigiral sinfoničnemu orkestru in aktivni član Matice hrvatskih kazališnih dobrovoljaca.
Kot skladatelj je ustvaril je operete: Nabob (1906), Baron Trenk (1908), Madame Troubadour (1907) opero Maričon (1901), orkestralno delo- uverturo Tomislav, Koračnica Hrvata, kantato Štirje letni časi, balet Na Plitvička jezera (1898) in več popevk.